# The Very Best of Sting & The Police
The Very Best of Sting & The Police – album płytowy zawierający zbiór utworów brytyjskiej grupy rockowej The Police i solowych dokonań wokalisty i basisty zespołu Stinga.
Album został wydany przez wytwórnię A&M Records w 1997 i wznowiony przez nią w 2002 roku.

## Lista utworów
1. „Message in a Bottle”
2. „Can't Stand Losing You”
3. „Englishman in New York”
4. „Every Breath You Take”
5. „Seven Days”
6. „Walking on the Moon”
7. „Fields of Gold”
8. „Fragile”
9. „Every Little Thing She Does Is Magic”
10. „De Do Do Do, De Da Da Da”
11. „If You Love Somebody Set Them Free”
12. „Let Your Soul Be Your Pilot”
13. „Russians”
14. „If I Ever Lose My Faith in You”
15. „When We Dance”
16. „Don't Stand So Close to Me”
17. „Roxanne”
18. „Roxanne '97”